# Matt LaPorta
Matthew Vincent LaPorta (né le 8 janvier 1985 à Port Charlotte, Floride, États-Unis) est un ancien joueur de premier but de baseball évoluant en Ligue majeure. International américain, il remporte la médaille de bronze lors du tournoi de baseball des Jeux olympiques de Pékin en 2008. 

## Carrière

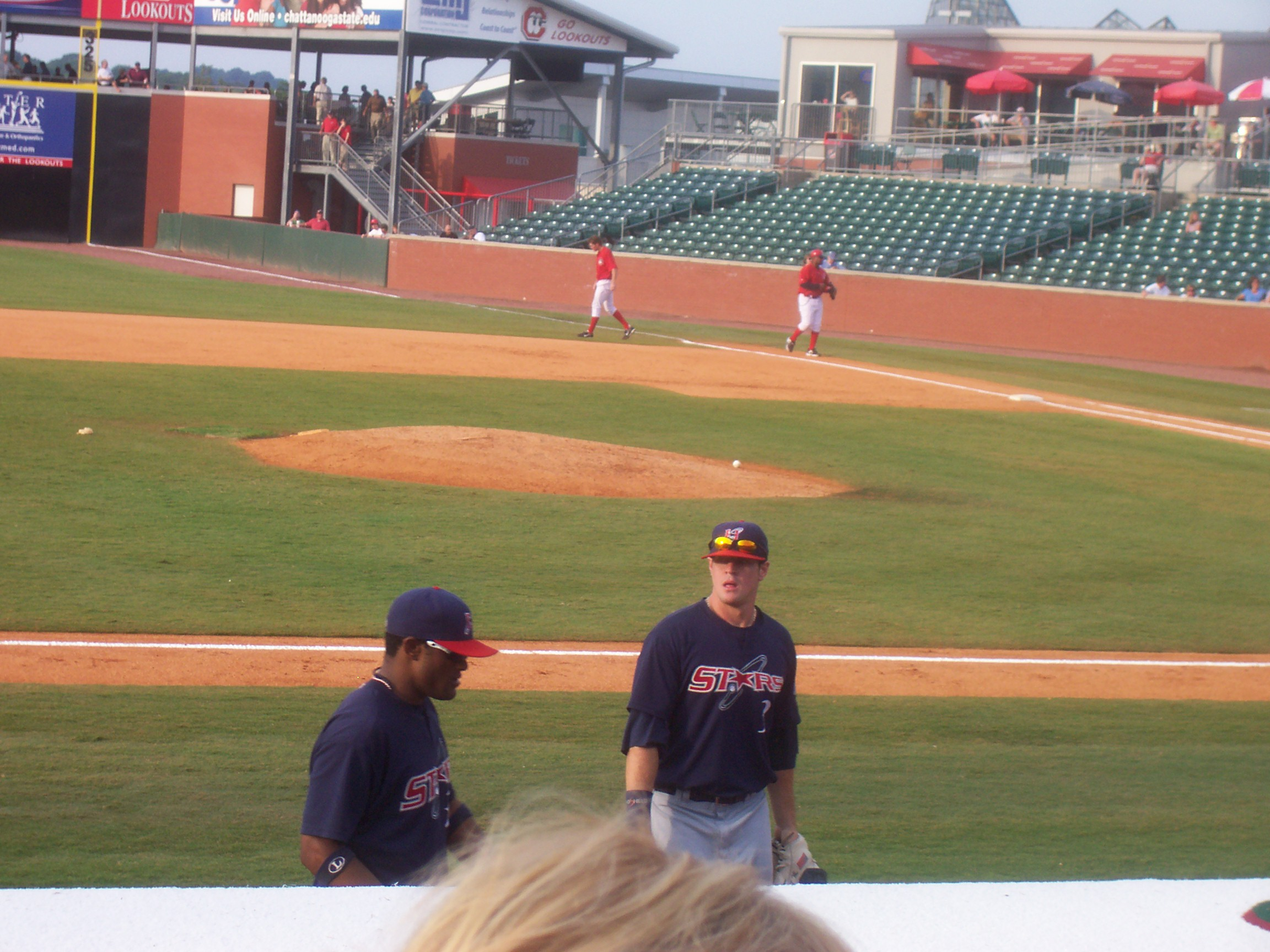
LaPorta sous le maillot des Huntsville Stars (ligues mineures)

### Carrière scolaire et universitaire
Matt LaPorta fréquente la Port Charlotte High puis la Charlotte High School pendant ses études secondaires. Il y pratique notamment le football américain et le baseball. LaPorta est drafté dès 2003 par les Cubs de Chicago, mais il repousse l'offre afin de poursuivre ses études à l'Université de Floride où il joue au baseball pour les Florida Gators. Il aide activement les Gators à se qualifier en finale des College World Series en 2005. L'année 2006 est plus compliquée pour LaPorta et les Gators. Drafté en juin 2006 par les Red Sox de Boston, Matt repousse l'offre pour terminer ses études universitaires. Lors de sa dernière saison universitaire, il frappe 0,402 pour 20 coups de circuit, lui valant le titre de meilleur joueur de la conférence SEC et une deuxième sélection All-American après celle glanée deux ans plus tôt.

### Carrière professionnelle
LaPorta rejoint les rangs professionnels après a draft 2007. Il est sélectionné au premier tour (7e choix) par les Brewers de Milwaukee. Il rejoint les Indians de Cleveland le 7 juillet 2008 à la suite du transfert de C.C. Sabathia chez les Brewers.
Présent à l'entraînement de preintemps des Indians en mars 2009, il est relégué en ligues mineures le 24 mars. Ces performances sous le maillot des Columbus Clippers lui permettent d'être admis dans la liste active des joueurs des Indians de Cleveland le 2 mai 2009. 
Il fait ses débuts en Ligue majeure le 3 mai face aux Tigers de Détroit. Il est aligné en champ droit, et en quatre présence au bâton, il ne réussit aucun coup sûr. Le lendemain, 4 mai, il réussit son premier coup sûr en carrière : un circuit de deux points contre Brian Tallet, lanceur des Blue Jays de Toronto. Il complète sa première saison avec les Indians avec 7 circuits, 21 points produits et une moyenne au bâton de ,254 en 52 parties jouées. Il évolue surtout au champ extérieur.
En 2010, LaPorta quitte le champ extérieur puisque les Indians lui confient le poste de joueur de premier but. En 110 parties pour Cleveland, il frappe 12 circuits et produit 41 points malgré une faible moyenne au bâton de ,221.
En 2011, il dispute 107 parties, surtout comme premier but. Il hausse sa moyenne à ,249, obtient 11 circuits et atteint un nouveau sommet personnel de 53 points produits. Il ne joue que 22 matchs pour Cleveland en 2012 puis passe 2013 en ligues mineurs. Il quitte l'organisation des Indians et est de l'entraînement de printemps des Orioles de Baltimore en 2014, mais est retranché avant le début de la saison régulière.

### Équipe des États-Unis
LaPorta remporte la médaille de bronze lors du tournoi de baseball des Jeux olympiques de Pékin en 2008 avec l'équipe des États-Unis. LaPorta résussit un coup de circuit pendant la finale pour le bronze.

## Statistiques
| Saison | Équipe    | G   | AB  | R  | H   | 2B | 3B | HR | RBI | SB | BA    |
| ------ | --------- | --- | --- | -- | --- | -- | -- | -- | --- | -- | ----- |
| 2009   | Cleveland | 52  | 181 | 29 | 46  | 13 | 0  | 7  | 21  | 2  | 0,254 |
| 2010   | Cleveland | 110 | 376 | 70 | 129 | 15 | 1  | 12 | 41  | 0  | 0,221 |
| Totaux | Totaux    | 162 | 557 | 70 | 129 | 28 | 1  | 19 | 62  | 2  | 0,232 |

Note : G = Matches joués ; AB = Passages au bâton; R = Points ; H = Coups sûrs ; 2B = Doubles ; 3B = Triples ; 
HR = Coup de circuit ; RBI = Points produits ; SB = Buts volés ; BA = Moyenne au bâton.